# Gustavo Pedraza (actor)
Gustavo Pedraza (Ciudad de México, 13 de febrero de 1982-Miami, 19 de noviembre de 2023) fue un actor de televisión mexicano, que participó en varias producciones para la empresa hispana Telemundo entre el año 2015 hasta el 2019.

## Fallecimiento
Falleció en Miami,[cita requerida] a los 41 años de edad, probablemente de un edema cerebral postraumático que evolucionó hacia un  coma cerebral y que necesitó asistencia mecánica de tipo ventilatorio, ya que una fuente muy cercana de nota periodística afirma que el actor días antes tuvo un fuerte accidente cuando iba por la calle y lo atropelló un coche, de ahí lo trasladaron a un hospital en donde estuvo internado por varios días hasta su deceso.

## Filmografía

### Telenovelas
| Año  | Nombre                   | Título                         |
| ---- | ------------------------ | ------------------------------ |
| 2018 | Al otro lado del muro    | Steve Williams                 |
| 2017 | Mariposa de barrio       | Chalino Sánchez                |
| 2016 | Eva, la trailera         | Esteban Corrales               |
| 2016 | Ruta 35                  | Personaje desconocido          |
| 2015 | Bajo el mismo cielo      | Casper                         |
| 2014 | En otra piel             | Jaime González "El Rottweiler" |
| 2013 | Marido en alquiler       | Mario López                    |
| 2012 | El rostro de la venganza | Jorge Castillo                 |
| 2012 | El Talismán              | Tomás Guerrido                 |

### Series y programas de televisión
| Año  | Nombre                  | Rol      |
| ---- | ----------------------- | -------- |
| 2016 | My Life is a Telenovela | Él mismo |